# АК Крема 1908
АК Крема е италиански футболен отбор от Крема. През сезон 2021/22 се състезава в Серия Д, група Б. Клубните цветове са черно и бяло.

## История
Отборът има три сезона в Серия Б, когато за тях играе световния шампион от Мондиал '38 Ренато Олми.